# 非ベンゾジアゼピン系
非ベンゾジアゼピン系（ひベンゾジアゼピンけい、nonbenzodiazepine）は、ベンゾジアゼピン様（benzodiazepine-like）薬とも呼ばれ、ベンゾジアゼピン系に似ていないか全く別の化学構造にもかかわらず、薬理学的にベンゾジアゼピン系に類似し、よく似た有用性、副作用、危険性のある、向精神薬の種類である。精神科の薬として用いられる。日本で販売されているゾルピデム（マイスリー）、ゾピクロン（アモバン）、エスゾピクロン（ルネスタ）は、薬事法における習慣性医薬品に指定されている。海外ではザレプロン（商標名ソナタ）も市場にて販売されている。
ゾルピデムは、向精神薬に関する条約の管理下にあり、日本でも相応の法律である麻薬及び向精神薬取締法における第三種向精神薬である。

## 種類

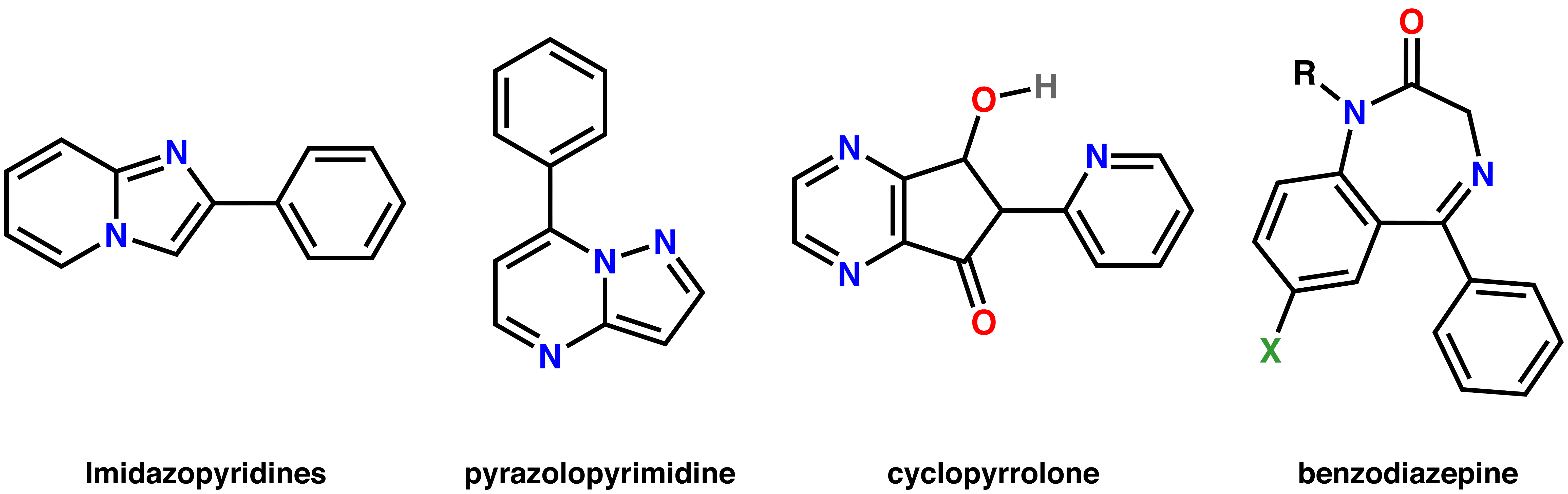
左3つ：非ベンゾジアゼピン系のコア構造。右：ベンゾジアゼピン系の構造。

現在の、非ベンゾジアゼピン系の主な化学物質の種類は以下である：
イミダゾピリジン
- ゾルピデム（商標名マイスリー）
- アルピデム
- ネコピデム
- サリピデム（英語: Saripidem）

ピラゾロピリミジン
- ザレプロン（英語: Zaleplon）（商標名ソナタ）
- ジバプロン
- ファシプロン
- インディプロン（英語: Indiplon）
- en:Lorediplon
- オシナプロン（英語: Ocinaplon）
- パナジプロン（英語: Panadiplon）
- タニプロン
- サリピデム（英語: Saripidem）

| シクロピロロン系 - エスゾピクロン（商標名ルネスタ） - ゾピクロン（商標名アモバン） - パゴクロン - パジナクロン（英語: Pazinaclone） - スプロクロン（英語: Suproclone） - スリクロン | β-カルボリン - アベカルニル（英語: Abecarnil） - ゲドカルニル（英語: Gedocarnil） - ZK-93423（英語: ZK-93423） |

その他

| - CGS-9896（英語: CGS-9896） - CGS-20625（英語: CGS-20625） - CL-218,872（英語: CL-218,872） - ELB-139（英語: ELB-139） - GBLD-345（英語: GBLD-345） - L-838,417（英語: L-838,417） | - NS-2664（英語: NS-2664） - ピペカリン（英語: Pipequaline） - RWJ-51204 - SB-205,384（英語: SB-205,384） - SL-651,498（英語: SL-651,498） - SX-3228（英語: SX-3228） | - TP-003 - TP-13 - TPA-023（英語: TPA-023） - Y-23684（英語: Y-23684） |

## 薬理学
非ベンゾジアゼピン系薬は、GABAA受容体の正のアロステリック調節因子である。ベンゾジアゼピン系薬と同様、ベンゾジアゼピン部位の受容体複合体に結合し活性化することによって作用を発揮する。
非ベンゾジアゼピン系の睡眠薬はGABAA受容体のサブタイプに対して、より選択的に作用することで抗不安作用が少ないといった改良された睡眠薬であり、依存と離脱症状の点において古いベンゾジアゼピン系よりも改良された利点がある。
ゾピクロン（アモバン）とエスゾピクロン（ルネスタ）は、ベンゾジアゼピンに似て非選択的にGABAA受容体のベンゾジアゼピン結合部位のサブタイプのα1、α2、α3、α5に作用する。ゾルピデム（マイスリー）はより選択的であり、ザレプロン（ソナタ、日本未発売）はα1サブユニットに選択的である。それは睡眠の仕組みに対して選択的である。非ベンゾジアゼピン鎮静催眠薬は、ベンゾジアゼピンに比べてGABAA受容体のα1サブユニットに対して緩やかに作用し、作用は中程度のため中度から重度の不眠症に対しては効果が期待できない。

## 背景
非ベンゾジアゼピン系薬は、睡眠障害の治療において有効性を実証している。非ベンゾジアゼピン系薬への耐性は、ベンゾジアゼピン系薬よりも生じるのが遅いことを示唆するいくつかの限られた証拠がある。しかし、データは限定的で結論を導くことはできない。データはまた非ベンゾジアゼピン系薬の長期的影響に限定されている。非ベンゾジアゼピン系薬の安全性と長期的な有効性に関するさらなる調査が、論文のレビューで推奨されている。いくつかの相違点がZ薬間にあり、例えば、ザレプロンでは耐性と反跳作用が生じない可能性がある。

## 医薬品
市場に登場した最初の3つの非ベンゾジアゼピン系薬は、「Z薬」、すなわち、ゾピクロン（Zopiclone）、ゾルピデム（Zolpidem）そしてザレプロン（Zaleplon）であった。これらの3つの薬は鎮静剤で、軽症の不眠症の治療のためにのみ用いられた。これらは、特に過量服薬において古いバルビツール酸系よりも安全で、ベンゾジアゼピンと比較した場合、身体的依存と依存症を誘発する傾向が少ないが、これらのことはまだ問題となる。特に高齢者において、不眠症の治療のためにZ薬が広く処方されるようになってもたらされた。長期間の使用は、耐性と依存性が生じる可能性があるため推奨されていない。
非ベンゾジアゼピン系Z薬とベンゾジアゼピン系睡眠薬を用いた患者の調査が明らかにした。有害作用の報告において、どちらも使用者の41%以上で報告され差が認められなかった。実際は、Z薬の使用者は、ベンゾジアゼピン使用者よりも、睡眠薬を止めようと試みたと報告する傾向が強く、Z薬の服用を中止したがる傾向にあった。有効性も、Z薬とベンゾジアゼピン使用者の間で同様であった。
| 非ベンゾジアゼピンの比較 | 非ベンゾジアゼピンの比較 | 非ベンゾジアゼピンの比較 | 非ベンゾジアゼピンの比較      | 非ベンゾジアゼピンの比較    |
| 薬物                     | 入眠潜時を 減少させる？  | 睡眠維持 を促す？        | 反跳性不眠が 観察されている？ | 身体依存が 観察されている？ |
| ------------------------ | ------------------------ | ------------------------ | ----------------------------- | --------------------------- |
| ゾルピデム               | はい                     | たぶん                   | たぶん                        | はい                        |
| エスゾピクロン           | はい                     | はい                     | はい                          | はい                        |
| ザレプロン               | はい                     | たぶん                   | いいえ                        | はい                        |

## 副作用
Z薬には不都合がないわけではなく、3つのすべての化合物で、特に高用量で使用した場合、顕著に健忘やごくまれに錯視、錯覚などの幻覚といった副作用を生じる。ごくまれに、これらの薬は遁走状態を引き起こし、患者が夢遊歩行し、料理を作ったり車を運転するといった、比較的複雑な行動を遂行し、事実上無意識的であり目覚めてから出来事の記憶はない。こうした反応はまれで（またテマゼパムやセコバルビタールのようないくつかの古い鎮静剤でも生じることが報告されてきた）、潜在的に危険なので、より改善された特徴を持つ新しい化合物を発見するためのこの種類の薬の開発の試みが続けられてきた。
習慣的な毎晩の、ゾピクロンのような非ベンゾジアゼピン系睡眠薬の利用は、日中の離脱症状に関連した不安を生じさせる。
副作用は、代謝と薬理における相違点により薬剤種類間で異なる。例えば、長時間作用型ベンゾジアゼピンには、特に高齢か肝疾患がある場合に、薬物の蓄積の問題があり、短期間作用型ベンゾジアゼピンはより重篤な離脱症状のリスクが高い。
非ベンゾジアゼピン系では、ザレプロンが、翌日の鎮静作用においてゾルピデムとゾピクロンとは異なり最も安全である可能性があり、ザレプロンでは、排出半減期が極端に短く、真夜中不眠症のために摂取した場合でも、交通事故の増加に結びついていないことが見出されている。

### うつ病の増加
不眠症がうつ病をもたらすと主張されてきており、不眠症のための医薬品がうつ病を治療するのに寄与するかもしれないという仮説がある。
しかしながら、ゾルピデム、ザレプロンとエスゾピクロンに関する、アメリカ食品医薬品局（FDA）に提出された臨床試験のデータの解析は、これらの鎮静催眠剤は、偽薬を服用した場合に比べて、うつ病を発症するリスクを2倍にすることを明らかにした。従って、鎮静催眠剤は、うつ病の恐れがあるか、苦しんでいる患者において禁忌である可能性がある。研究は、鎮静催眠剤の長期間の使用者には著しく高い自殺の危険性があり、同様に、全体的な死亡率の増加を見出した。
他方で、不眠症のための認知行動療法（CBT）では、睡眠の質と全般的な精神的健康を改善することが見出されている。

### 他害行為
アメリカ食品医薬品局（FDA）の有害事象報告システム（AERS）のデータから殺人や暴力など他害行為の報告を調査し、睡眠薬では、短時間作用型のものに他害行為の傾向が強く、トリアゾラム8.7倍（ハルシオン、ベンゾジアゼピン系）、ゾルピデム6.7倍（マイスリー、非ベンゾジアゼピン系）、エスゾピクロン4.9倍（ルネスタ、非ベンゾジアゼピン系）であった。

## 依存症と離脱症状の管理

長時間作用型のベンゾジアゼピン系の薬物が、非ベンゾジアゼピン系のような短時間作用型の薬物の1日1度の服用に誤って置換され、高い血中濃度が維持されている時間が少ない。すでに身体依存が形成されている場合には危険である。

非ベンゾジアゼピンは、反跳作用と、ベンゾジアゼピン離脱症状に類似した急性の離脱反応の危険性があるために、数週間以上服薬した場合は突然中断すべきではない。治療は通常、服薬された薬の用量と期間の長さと、個人に合わせて、数週間から数カ月間にわたって、用量の漸減を必要とする。この方法がうまくいかないならば、クロルジアゼポキシドや、できればジアゼパムのような長時間作用型のベンゾジアゼピン系薬の等価用量に置き換えた後に、用量の漸減を試みることができる。極端な事例では、特に深刻な依存症またあるいは乱用のある場合に、解毒手段のフルマゼニルを必要とする解毒入院が明らかにされている。
ベンゾジアゼピン系の等価用量ついては、ベンゾジアゼピンの一覧を参照。
2013年の日本睡眠学会による診療ガイドラインでは、多剤併用によりさらなる有効性があるというよりは副作用の頻度を高めるのでできるだけ避け、臨床常⽤量を超える使用は絶対に避け、休薬する場合に複数の離脱症状を呈する患者は20〜40％とされ、漸減法などを⽤いて慎重に減量し、1剤だけ用いられている場合には例として、1〜2週間ごとに1/4錠ずつ減量し問題がなければこのように続行するなど時間をかけることが必要とされている。さらに、長期間、高用量、多剤併用が離脱症状の危険因子であり、2錠以上あるいは2種類以上である場合には緩やかな減量が必要だとしている。
離脱症状や、依存症の危険性についても精神科医が知らない場合がある。
依存性が生じにくいという触れ込みをよそに、ゾルピデムはベンゾジアゼピン系を含めた日本の乱用症例にて上位5位に入る。ゾピクロンでも下位の順位であるが乱用されることもある。

## 発がん性
臨床睡眠医学雑誌（The Journal of Clinical Sleep Medicine）は、不眠症のための医薬品に関する医学論文のシステマティック・レビュー実施し、論文を公表し、ヒトにおける睡眠薬として用いられるベンゾジアゼピン受容体作動薬の、ベンゾジアゼピン系とZ薬に対する懸念を提起した。そのレビューは、睡眠障害と薬に関する試験が、ほぼ全て製薬業界に出資されていたことを見出した。業界が出資した試験は、業界以外が出資した研究の3.6倍も、業界にとって好ましい結果を見出しているというオッズ比と、また24%の執筆者が、出版された論文において製薬会社に出資されていたことを明かしていないことを見出した。論文は、製薬業者から独立している睡眠薬に関する研究がほとんどないことを明らかにした。同様の懸念は、業界が自ら出資した試験の結果自体において、睡眠薬の使用がうつ病に相関していることを示していることへの関心の欠如である。
執筆者は、睡眠薬の試験における感染症やがんの水準の優位な増加や、死亡率の増加など、医学論文の中で論じられベンゾジアゼピン作動性睡眠薬の有害作用についての議論がないこと、また肯定的な結果の過度な強調を懸念した。睡眠薬の製造業者は、疫学的なデータが、その製品の使用と超過死亡との相関を示していることへの反証を行っていない。執筆者は、鎮静催眠剤の使用者の日中の機能障害や、感染症、がん、短命化についての追加の独立した調査が、不眠症の治療における、ベンゾジアゼピン作動の睡眠薬の危険性と利益の正確なバランスを見出すために必要とされると結論した。臨床試験のデータから、偽薬を服用した被験者と比較して非ベンゾジアゼピン系睡眠薬では、皮膚のがんと腫瘍の優位な増加が見出された。脳、舌、腸、乳、膀胱のほかのがん種も生じた。感染症の増加は、同様に非ベンゾジアゼピン使用者に生じる免疫機能の低下が原因である可能性がある。免疫機能低下あるいはウイルス感染のどちらかが、がんの罹患率を増加させた要因であると仮定されている。
アメリカ食品医薬品局（FDA）は当初、がんの増加に関する懸念があるため、いくつかの非ベンゾジアゼピンの認可に抵抗を感じていた。執筆者は、FDAが好都合なものと不都合なものの両方の臨床試験の結果の報告を要求しているので、FDAの新薬申請データは、睡眠薬に関して重大なバイアス（偏り）のある査読審査された論文よりも信頼性があると説明した。2008年に、FDAはそれらのデータを再び分析し、偽薬対照のランダム化試験においてがんの罹患率の増加が確認されたが、そのがんの罹患率は、規制措置の理由にならないと判断した。

## 高齢者
非ベンゾジアゼピン系の睡眠薬は、ベンゾジアゼピン同様に、夜間あるいは翌朝に起きた人々の身体平衡と立位安定性の機能障害の原因となる;転倒や股関節骨折が頻繁に報告されている。アルコールとの併用はこれらの機能障害を深刻にする。不完全で中途半端な耐性は、これらの機能障害に発展する。非ベンゾジアゼピン系は通常、高齢の患者で転倒と骨折の危険性を増加させるため推奨されていない。
日本睡眠学会では、「睡眠薬の適正な使用と休薬のための診療ガイドライン」において、高齢者の原発性不眠症に対しては非ベンゾジゼピン系睡眠薬が推奨されるとし、ベンゾジゼピン系睡眠薬は転倒・骨折リスクを高めるため推奨されないとしてる。
不眠症の管理に関する医学論文の広範なレビューは、全年齢の成人で不眠症に対する非薬物療法の有効性と永続的な利益のかなりの証拠があることを見出した。非ベンゾジアゼピンの鎮静催眠剤は、ベンゾジアゼピンに比べ、高齢者における有効性および忍容性における利益がほとんどない。そして、高齢の人々における慢性不眠症の管理に、メラトニン作動薬のような新しい薬剤がより適切で有効である可能性を見出した。不眠症に対する鎮静催眠剤の長期間の使用は、基づく証拠の不足と、認識機能障害（前向性健忘）、日中の鎮静作用、運動失調、交通事故と転倒の危険の増加のような潜在的な薬物副作用に対する懸念を理由に推奨できない。加えて、これらの薬剤の6週間以上の長期間の使用における有効性と安全性は明らかでない。そして、治療の長期的な影響の評価と、より適切な高齢者の慢性的な不眠症に対する管理法のさらなる調査が必要とされると結論した。

## 議論
非ベンゾジアゼピン系のZ薬を含む睡眠薬についての論文のレビューは、これらの薬は個人と公衆衛生への正当化されないリスクをもたらしており、耐性が原因で長期間の有効性に関する証拠が欠如していると結論した。そのリスクは、依存症、偶発事故やほかの有害作用が含まれる。睡眠薬の段階的な中断は、睡眠を悪化させずに改善された健康状態に導く。それは最小の有効量で数日分だけ処方され、高齢者においては可能な限り完全に避けるのが望ましい。

## 新たな化合物
最近になって、アルピデムとパゴクロンのような、Z薬と同一の構造ファミリーに由来するさまざまな非鎮静抗不安薬が開発された。フランスで1992年に市場に出たアルピデムは、1994年には重篤な肝障害の副作用により市場から撤退した。